# Lorenzo Giusso
Lorenzo Giusso (Napoli, 25 giugno 1899 – Roma, 11 aprile 1957) è stato un filosofo italiano.

## Biografia
Nato a Napoli in una famiglia aristocratica, era figlio del conte Antonio Giusso e di Maria Imperiali d'Afflitto. La sua maturazione culturale avvenne in un terreno fertile, costituito da un ambiente familiare che aveva contribuito allo sviluppo non solo culturale della città (il nonno, Girolamo Giusso, uno dei fondatori del quartiere Bagnoli, ne era stato sindaco). Tra il 1917 e il 1924 gli studi del Giusso presso l'Università di Napoli (dove fu allievo, fra gli altri, di Antonio Aliotta), coronati dalla  laurea in lettere e filosofia, si svilupparono in molteplici direzioni.
Pur destinato a diventare prevalentemente filosofo e storico della filosofia, i suoi non dilettanteschi interessi spaziarono dalla letteratura alla musica, dalla pittura alla poesia, secondo un percorso eclettico ed estroso, fondato sull'istinto piuttosto che sul metodo, che lo portò a una conoscenza approfondita ed estesissima nei settori più diversi. Seguì con passione l'attualismo gentiliano e proprio il suo carattere passionale lo portò anche nel campo letterario e filosofico ad un tipo di critica "scenografica", così come fu definita.
Aderì al fascismo, della cui ideologia divenne uno dei più ascoltati divulgatori, soprattutto dalle pagine della rivista Gerarchia. Ben presto però all'entusiasmo dei suoi vent'anni per il nuovo corso politico si sostituì l'attività di scrittore (1925). Le sue "frizioni" con Benedetto Croce, inizialmente orientate su temi politici, presero più tardi una forma "sotterranea", genericamente orientata contro l'idealismo del filosofo abruzzese. Giusso si richiamava al fatalismo di Leopardi, al demiurgo di Nietzsche, allo storicismo di Dilthey, al nichilismo dello Spengler: e a causa di quest'ultimo, oltre che per la sua interpretazione della Scienza nuova vichiana (che si attirò una severa recensione dello stesso Croce), Giusso fu criticato dall'ambiente crociano.
Il Giusso critico e storico delle idee s'identificava con la visione della vita di autori che sentiva a lui vicini per temperamento ed interessi come Giordano Bruno, Giambattista Vico (dall'analisi degli scritti del quale nacque l'infastidita reazione di Benedetto Croce), Salvatore Di Giacomo, Matilde Serao, Riccardo Bacchelli, Bruno Barilli, Giovanni Papini, Ardengo Soffici, Aldo Palazzeschi, Giuseppe Antonio Borgese, Guido Gozzano, che molto ispirò la sua composizione poetica Don Giovanni ammalato. Approfondito conoscitore della lingua francese, spagnola e tedesca fu un traduttore attento a rendere non solo il senso della frase ma anche a rappresentare l'idea dell'autore.
Entusiasta ammiratore della cultura spagnola, la critica letteraria ha rivalutato il suo Autoritratto spagnolo, apparso postumo, come un buon esemplare di prosa creativa. Anche i suoi Tafferugli a Montecavallo meriterebbero forse di essere più conosciuti. D'altro canto egli visse una notevole porzione della sua non lunga vita proprio nella penisola iberica, insegnando nelle Università di Salamanca, Barcellona, e Madrid dove fu accademico d'onore. Fu collega nonché amico esegeta e traduttore di José Ortega y Gasset e Miguel de Unamuno.
Tra le due guerre, egli partecipò all'atmosfera culturale della Napoli segnata dal cenacolo di Benedetto Croce, da cui molto presto si distaccò (come Adriano Tilgher, che egli difese e mostrò di apprezzare) assumendo posizioni "eretiche" e ispirandosi piuttosto a un ideale di vitalismo romantico che risulta evidente dai numerosi autori e dalle molte opere cui dedicò la sua attenzione: in particolare in una fase iniziale, Oswald Spengler e Nietzsche.
Intelligenza precoce, prima di intraprendere l'insegnamento universitario che lo avrebbe allontanato da Napoli portandolo ad insegnare Filosofia morale e teoretica, Letteratura italiana e francese, Storia delle religioni, Lingua e Letteratura spagnola, in prestigiose università italiane come Bologna, Pisa, Cagliari, e d'oltralpe come Monaco, Nizza, Breslavia, Debreczen (oltre alle già citate università spagnole), il Giusso avviò una copiosa pubblicazione di articoli, collaborando con numerosi quotidiani italiani come Il Popolo d'Italia, Il Secolo, Il Mattino, il Resto del Carlino, ed ancora Il Giornale, Il Tempo, Il Messaggero, La Gazzetta di Sicilia, La Stampa ed altri ancora.
Giornali questi dove fu autore di elzeviri, volti alla diffusione dei più diversi aspetti della cultura europea e alla conoscenza dei suoi principali esponenti, soprattutto scrittori. Inoltre, dal 1950 al 1957 tenne a Radio Rai un programma culturale di letteratura spagnola e non solo, sotto forma di conversazioni radiofoniche. Nel dopoguerra, superati i miti dell'irrazionalismo e dell'energia vitalistica, Giusso si riavvicinò alla fede cristiana; era sua intenzione realizzare una revisione del pensiero italiano dal Rinascimento all'età barocca, approfondendo in particolare lo studio e l'interpretazione dell'umanesimo, inteso come vasto tentativo sincretistico volto a ravvicinare il pensiero dell'antichità greco-romana e quello cristiano.
In chiave revisionista rispetto alla tradizione laica si era avvicinato anche alla figura di Giordano Bruno. Di ritorno da un viaggio nella sua adorata Spagna morì a Roma il giorno 11 aprile del 1957. E a Napoli, sua città natale, pochi anni dopo la sua dipartita gli venne intitolata una strada.

## Opere principali
- Le dittature democratiche dell'Italia, Milano, Alpes, 1927.
- Il viandante e le statue (prima serie). Milano, Corbaccio, 1929.
- Don Giovanni ammalato [autobiografia poetica]. Napoli, Guida, 1932.
- Leopardi, Stendhal, Nietzsche, Napoli, Guida, 1933.
- Tre profili: Dostojewsky, Freud, Ortega y Gasset, Napoli, A. Guida, 1933.
- Idealismo e prospettivismo, Napoli, A. Guida, 1934.
- Leopardi e le sue due ideologie, Firenze, Sansoni, 1935.
- Osvaldo Spengler, Roma, società anonima La nuova antologia, 1936.
- Cadenze di Sigismondo nella Torre, Modena, Guanda, 1939.
- G. B. Vico fra l'Umanesimo e l'Occasionalismo, Roma, Perrella, 1940.
- Wilhelm Dilthey e la filosofia come visione della vita, Napoli, R. Ricciardi, 1940.
- Elegie del torso della saggezza mutilata, Milano, Corbaccio, 1941.
- Il viandante e le statue: saggi sulla letteratura contemporanea, Roma, Cremonese, 1942.
- Nietzsche, Milano, Fratelli Bocca, 1942.
- Lo storicismo tedesco: Dilthey, Simmel, Spengler, Milano, F.lli Bocca, 1944.
- Gioberti, Milano, A. Garzanti, 1948.
- Bergson, Milano, Bocca, 1949.
- L'anima e il cosmo, Milano, Bocca, 1952.
- La tradizione ermetica nella filosofia italiana, Milano, Ed. F.lli Bocca, 1955.
- Autoritratto spagnolo  Torino, E.R.I.
- Due scritti sul nazionalsocialismo, Roma, Settimo Sigillo, 1989.
- Quaderno Spagnolo 1931 -1953, Napoli, Università degli Studi Suor Orsola Benincasa, 2014.
- Tafferugli a Montecavallo, La Finestra editrice, Lavis, 2015.